# Claire Vivianne Sobottke
Claire Vivianne Sobottke (* 14. Juli 1982 in Duisburg) ist eine deutsche Schauspielerin.

## Leben
Bereits im Alter von 15 Jahren begann sie am Grillotheater Essen auf der Bühne aufzutreten. Sie machte eine Schauspielausbildung an der Universität der Künste in Berlin. Sowohl Schauspiel als auch der moderne Tanz und Performance interessierten sie bei ihrer Arbeit. Sie arbeitete zusammen mit Hermann Heisig, Anne Gummich, Thomas Proksch und Jule Flierl. Parallel zu ihrer Schauspielausbildung trat sie an der Volksbühne Berlin bei A. Zholdak, am Deutschen Theater bei M. Schweighöfer und am Maxim Gorki Theater unter der Regie von D. Czesinski auf. Zusammen mit M. Horwitz erschuf sie drei Stücke, die am BAT und in den Sophiensaelen gezeigt wurden. Bei den Tanztagen Berlin im Jahre 2008 tanzte Sobbottke für Anna Melnikova. Seit 2007 ist sie Mitglied der Companie Teatr Novogo Fronta und trat bei Festivals in Polen, Tschechien und Österreich auf.
Sie trat in Happiness is a war…m gun 2, dem zweiten Teil der Beatles-Trilogie, zusammen mit der Tänzerin Jule Flierl auf.

## Arbeiten
- 1998–2000:
  - Die grosse Reise von L. Trolle, gezeigt am Grillo-Theater in Essen. Regie führte E. Kapsch und T. Stich.
  - Das brennende Dorf von R.W. Fassbinder, gezeigt am Grillo-Theater in Essen. Regie führte J. Kortmann.
- 2001: Ganze Tage, ganze Nächte von Durringer, gezeigt in der Brotfabrik Berlin. Regie führte A. Koch.
- 2003: Agnès. Regie führte P.de Bellaistre. Gezeigt in der Brotfabrik Berlin, im deutschen Theater Almaty in Kasachstan.
- 2004: Der Bastard von V.Braun. Regie führte C. Medina. Gezeigt in Berlin in der Parochialkirche.